# Accedomoera vagor
Accedomoera vagor är en kräftdjursart som beskrevs av Jerry Laurens Barnard 1969. Accedomoera vagor ingår i släktet Accedomoera och familjen Eusiridae. Inga underarter finns listade i Catalogue of Life.